# Eritrejski oslobodilački front
Eritrejski oslobodilački front (ELF) (tal. Fronte di Liberazione Eritreo), (engl. Eritrean Liberation Front, ELF) bio je glavni neovisni eritrejski marksistički orijentirani pokret.  koji je pokušavao izboriti neovisnost od Etiopije tijekom 1960-ih i 1970-ih. U kasnim 1950-im neorganizirani politički pokret koji je želio neovisnost, djelovao je u malim ćelijama. U srpnju 1960., ELF je službeno osnovan u Kairu od strane Idrisa Muhammada Adama i drugih eritrejskih intelektualaca i studenata.
1961. Hamid Idris Awate osniva vojno krilo ELF-a i proglašava oružanu borbu za neovisnost. Vođeni od Awatea, ELF dolazi u siloviti kontakt s vladom 1. rujna 1961. koristeći gerilsko ratovanje da bi nastavili borbu za neovisnost. Iako je pokret prouzrokovao velike probleme etiopskoj vladi i armiji, i unutar samog pokreta dolazilo je do internih sukoba u kasnim 1960-im. 1970-ih, nekoliko članova napušta pokret i osniva Eritrejski narodnooslobodilački front, pokret koji je bio više lijevo orijentiran.
U 1980-im, Narodnooslobodilački front je zamijenio originalni Eritrejski oslobodilački front kao glavnu pobunjeničku grupu. Kada je Eritreja postala neovisna početkom 1990-ih, Narodnooslobodilački front  mijenja ime u Narodni front za demokraciju i pravdu.  ELF je 1995. imao sastanak u Gondaru, koji je pokazao nesuglasice između osnivača pokreta i novih vođa.
Sadašnji ELF je član eritrejske opozicije, Eritrejskog narodnog saveza. Očigledno je da dobivaju vojnu pomoć od vlada Etiopije i Somalije.

## Vanjske poveznice
- List of incidents attributed to the Eritrean Liberation Front on the START database